# Pithecia hirsuta
Pithecia hirsuta (лат.) — вид приматов из семейства саковых.

## Классификация
Вид был описан в 1823 году немецким натуралистом Иоганном Спиксом после его экспедиции в Бразилию. Позже вид был признан синонимом Pithecia monachus и только в 2014 году при пересмотре классификации рода саки Лаурой Марш, Pithecia hirsuta был вновь признан отдельным видом.

## Описание
Окрас самый равномерный из всех видов саки. Шерсть чёрная или чёрно-коричневая, с небольшим седым налётом. Ступни и кисти конечностей белые. Хвост очень длинный, длиннее тела. Вокруг морды пятна светло-серой или кремовой шерсти. Кожа на морде чёрная, однако над глазами может быть розоватой. Половой диморфизм выражен слабо, самки отличаются лишь окрасом шерсти на морде.

## Распространение
Встречается в Бразилии к северу от реки Солимойнс, в Перу к северу от реки Напо и к югу от реки Жапура в Колумбии. Неизвестно насколько далеко ареал простирается на запад, возможно вид также встречается и в Эквадоре.